# 강영운, 이윤정의 노래하나 얘기둘
《강영운, 이윤정의 노래하나 얘기둘》은 KNN 파워FM(부산 99.9MHz, 부산 기장·정관 96.3MHz, 창원 102.5MHz, 진주 105.5MHz, 거창 106.7MHz)에서 매일 오후 4시에 방송 중인 부산 경남 지역 라디오 음악 예능 프로그램으로 KNN 러브FM과 동시에 방송·편성된다.

## DJ
- 현재 DJ는 2023년 10월 23일부터 기준으로 하고 있다.

| 대수 | 진행자 | 진행자    | 진행 기간                                | 비고              |
| 대수 | 남성   | 여성      | 진행 기간                                | 비고              |
| ---- | ------ | --------- | ---------------------------------------- | ----------------- |
| 1대  | 라기오 | 김지영    | 2001년 4월 일자 미상 ~ 2002년 일자 미상  |                   |
| 2대  | 라기오 | 김아라    | 2002년 일자 미상 ~ 2007년 10월 일자 미상 |                   |
| 3대  | 라기오 | 성은진    | 2007년 10월 일자 미상 ~ 2015년 일자 미상 |                   |
| 4대  | 라기오 | 성경희    | 2015년 일자 미상 ~ 2017년 5월 일자 미상  |                   |
| 5대  | 라기오 | 성은진    | 2017년 일자 미상 ~ 2022년 4월 3일        |                   |
| 6대  | 라기오 | 노승혜    | 2022년 4월 4일 ~ 2023년 6월 30일         | [ 1 ] [ 2 ] [ 3 ] |
| 7대  | 라기오 | 스페셜 DJ | 2023년 7월 1일 ~ 2023년 10월 22일        | [ 4 ]             |
| 8대  | 강영운 | 이윤정    | 2023년 10월 23일 ~ 현재                  |                   |

## 코너

### 매일 코너
- 1부 왁자지껄 일상토크! 실시간 문자, 유튜브 채팅방 소개
- 3부 콩트로 접하는 생활 상식, 오늘은 뭐할낀데 /축하해드리고 선물도 드려요. 축하사연/ 익명으로 받는 사연. 익명의 편지

### 요일 코너
- 월요일: 노둘, 식스센스!, 동네의 발견
- 화요일: 우리가 남이가 (게스트 : 박경익 아나운서), 조연의 주연
- 수요일: 노둘 리듬 챌린지 노리챌 (게스트 : 임혜림 아나운서), 삼세판으로 즐기는 씨푸드 퀴즈 Under the Sea
- 목요일: 노둘 특별 기획 라디오 대하 드라마 성은이 망극하옵니다! (게스트 : 김다롬 아나운서), 쇼츠쇼츠 퀴즈쇼
- 금요일: 한곡만 판다 시즌2 (게스트 : 김익현 작곡가), 주말엔 뭐 할낀데
- 토요일: 삼인칭 관찰자 시점 삼관시 (게스트 : 가수 조태준)
- 일요일: 노둘 톱텐 그땐 그랬지 (게스트 : 방송인 윤일돈)

## 문자
- #2302